# Большой Сарыкуль
Большой Сарыкуль — до середины 50-х годов самое большое по площади зеркала озеро в Челябинской области. Расположено возле города Еманжелинска. Площадь поверхности — 68,5 км². Площадь водосборного бассейна — 531 км².
«Сарыкуль» с башкирского языка переводится как жёлтое озеро.
В начале XX века площадь озера равнялась 103 квадратным километрам. К 1993 году она сократилась до 66, в результате сброса воды в озеро Большой Дуванкуль. Первый раз осушение озера предпринималось в 1952 году по распоряжению самого И. В. Сталина, который подписал документ о перекачке воды из Большого Сарыкуля в близлежащее озеро Большой Дуванкуль, путём строительства водоотводного канала на территории, площадью в 94 гектара, между озёрами. Эти работы предназначались для треста «Еманжелинскуголь» Министерства угольной промышленности. Сарыкуль хотели осушить, чтобы взять с его дна уголь. В северо-западном углу вырыли канал глубиной 45 метров, проложили к нему железнодорожное полотно, добыли небольшое количество угля и бросили. В результате уровень водоема снизился с отметки в 225 метров до уровня в 220 метров. Котловина озера в 10 тысяч гектаров снизилась до 6 тысяч гектаров. В 90-х годах, когда реконструировались очистные сооружения красногорского свинокомплекса и нужно было производить ремонт карт-накопителей в урочище Большой Сарыкуль, был произведён ещё один спуск воды из Сарыкуля в соседнее озеро Дуванкуль.
По сведениям 1993 года, площадь озера составляет 66 квадратных километров. Наибольшая глубина — 3 метра, средняя — 1 метр, солоноватость — до 4 г/л. В озеро впадает речка Еманжелинка, лог Ключи, Силкин лог.
Когда-то озеро славилось рыбными ресурсами, но в настоящее время, из-за своей зарастаемости камышом на 98 %, можно встретить небольшой запас верховки, карася, ротана, щучки.
Сегодня Большой Сарыкуль знаменит своим «Птичьим раем», так как он является пристанищем более чем 60 видов птиц, из которых 5 видов занесено в Красную Книгу Челябинской области. Здесь живут лебеди, цапли, гуси, журавли, кулики, утки и многие другие.
В 2016 году создана региональная общественная организация «Восстановление и сохранение озера Большой Сарыкуль».